# Sphingonotus pilosus
Sphingonotus pilosus är en insektsart som beskrevs av Henri Saussure 1884. Sphingonotus pilosus ingår i släktet Sphingonotus och familjen gräshoppor. Inga underarter finns listade i Catalogue of Life.